# Silvia Lotti
Pour les articles homonymes, voir Lotti.
Silvia Lotti (née le 17 juin 1992 à San Miniato) est une joueuse italienne de volley-ball. Elle mesure 1,88 m et joue au poste de réceptionneuse-attaquante. Elle totalise 7 sélections en équipe d'Italie.

## Clubs
| Club                        | Pays   | De        | À         |
| --------------------------- | ------ | --------- | --------- |
| Verona Volley               | Italie | 2009-2010 | 2009-2010 |
| Volleyball Santa Croce      | Italie | 2010-2011 | 2010-2011 |
| Futura Volley Busto Arsizio | Italie | 2011-2012 | 2011-2012 |
| Verona Volley               | Italie | 2012-2013 | 2012-2013 |
| AV San Casciano             | Italie | 2013-2014 | …         |

## Palmarès

### Équipe nationale
- Championnat d'Europe des moins de 20 ans
  - Vainqueur : 2010.
- Championnat du monde des moins de 20 ans
  - Vainqueur : 2011.

### Clubs
- Coupe de la CEV
  - Vainqueur : 2012.
- Championnat d'Italie (1)
  - Vainqueur : 2012.
- Coupe d'Italie
  - Vainqueur : 2012.
- Coupe d'Italie A2
  - Vainqueur : 2014.